# Choeromorpha subviolacea
Choeromorpha subviolacea es una especie de escarabajo longicornio de la subfamilia Lamiinae. Fue descrita científicamente por Heller en 1923.
Se distribuye por Filipinas. Posee una longitud corporal de 15-19 milímetros. El período de vuelo de esta especie ocurre en los meses de agosto y septiembre.